# Petar Mamić
Petar Mamić (Zagabria, 6 marzo 1996) è un calciatore croato, difensore dello Zrinjski Mostar.

## Caratteristiche tecniche
È un terzino sinistro.

## Carriera

### Club
Cresciuto nel settore giovanile della Dinamo Zagabria, ha esordito in prima squadra il 6 febbraio 2014 in occasione dell'incontro di 1. HNL vinto 3-1 contro l'Istria 1961.

### Nazionale
Il 9 ottobre 2017 ha esordito con la nazionale Under-21 croata disputando il match di qualificazione per gli Europei Under-21 2019 vinto 5-1 contro la Repubblica Ceca.

## Statistiche

### Presenze e reti nei club
Statistiche aggiornate all'8 aprile 2023.
| Stagione                  | Squadra                   | Campionato                | Campionato | Campionato | Coppe nazionali | Coppe nazionali | Coppe nazionali | Coppe continentali | Coppe continentali | Coppe continentali | Altre coppe | Altre coppe | Altre coppe | Totale | Totale |
| Stagione                  | Squadra                   | Comp                      | Pres       | Reti       | Comp            | Pres            | Reti            | Comp               | Pres               | Reti               | Comp        | Pres        | Reti        | Pres   | Reti   |
| ------------------------- | ------------------------- | ------------------------- | ---------- | ---------- | --------------- | --------------- | --------------- | ------------------ | ------------------ | ------------------ | ----------- | ----------- | ----------- | ------ | ------ |
| 2015-2016                 | Dinamo Zagabria II        | 2. HNL                    | 25         | 4          | -               | -               | -               | -                  | -                  | -                  | -           | -           | -           | 25     | 4      |
| 2016-feb. 2017            | Dinamo Zagabria II        | 2. HNL                    | 13         | 1          | -               | -               | -               | -                  | -                  | -                  | -           | -           | -           | 13     | 1      |
| Totale Dinamo Zagabria II | Totale Dinamo Zagabria II | Totale Dinamo Zagabria II | 38         | 5          |                 | -               | -               |                    | -                  | -                  |             | -           | -           | 38     | 5      |
| feb.-giu. 2017            | Frosinone                 | B                         | 0          | 0          | CI              | -               | -               | -                  | -                  | -                  | -           | -           | -           | 0      | 0      |
| 2017-2018                 | Inter Zaprešić            | 1. HNL                    | 24         | 1          | CC              | 3               | 0               | -                  | -                  | -                  | -           | -           | -           | 27     | 1      |
| 2018-2019                 | Rijeka                    | 1. HNL                    | 18         | 0          | CC              | 2               | 0               | UEL                | 0                  | 0                  | -           | -           | -           | 20     | 0      |
| 2019-feb. 2020            | Rijeka                    | 1. HNL                    | 1          | 0          | CC              | 2               | 2               | UEL                | 0                  | 0                  | -           | -           | -           | 3      | 2      |
| Totale Rijeka             | Totale Rijeka             | Totale Rijeka             | 19         | 0          |                 | 4               | 2               |                    | 0                  | 0                  |             | -           | -           | 23     | 2      |
| feb.-giu. 2020            | Varaždin                  | 1. HNL                    | 13         | 1          | CC              | -               | -               | -                  | -                  | -                  | -           | -           | -           | 13     | 1      |
| 2020-gen. 2021            | Raków Częstochowa         | EK                        | 0          | 0          | CP              | 0               | 0               | -                  | -                  | -                  | -           | -           | -           | 0      | 0      |
| gen.-giu. 2021            | Podbeskidzie              | EK                        | 12         | 0          | CP              | -               | -               | -                  | -                  | -                  | -           | -           | -           | 12     | 0      |
| 2021-gen. 2022            | Hrvatski Dragovoljac      | 1. HNL                    | 11         | 0          | CC              | 0               | 0               | -                  | -                  | -                  | -           | -           | -           | 11     | 0      |
| 2022                      | Žalgiris                  | A                         | 28         | 3          | CL              | 2               | 0               | UCL+UEL+UECL       | 6+1+6              | 0                  | SL          | 1           | 0           | 42     | 6      |
| 2023                      | Žalgiris                  | A                         | 3          | 0          | CL              | 0               | 0               | UCL                | 0                  | 0                  | SL          | 0           | 0           | 4      | 0      |
| Totale Žalgiris           | Totale Žalgiris           | Totale Žalgiris           | 31         | 3          |                 | 2               | 0               |                    | 13                 | 0                  |             | 1           | 0           | 47     | 3      |
| Totale carriera           | Totale carriera           | Totale carriera           | 148        | 10         |                 | 9               | 2               |                    | 13                 | 0                  |             | 1           | 0           | 171    | 12     |

## Palmarès

### Club

#### Competizioni nazionali
- Campionato croato: 1

Dinamo Zagabria: 2013-2014
- Coppa di Croazia: 1

Rijeka: 2018-2019
- Coppa di Lituania: 1

Žalgiris: 2022
- Campionato lituano: 1

Žalgiris: 2022
- Supercoppa di Lituania: 1

Žalgiris: 2023
- Campionato bosniaco: 1

Zrinjski Mostar: 2024-2025